# IC 657
IC 657 је спирална галаксија у сазвјежђу Лав која се налази на листи објеката дубоког неба у Индекс каталогу.
Деклинација објекта је - 4° 54' 15" а ректасцензија 10h 57m 53,5s. Привидна величина (магнитуда) објекта IC 657 износи 15,0 а фотографска магнитуда 15,9. IC 657 је још познат и под ознакама MCG -1-28-9, NPM1G -04.0348, PGC 32966.